# Ardamata
Ardamata (arab. آردمتا) – miasto w Sudanie, w prowincji Darfur Zachodni. Według danych na rok 2008 liczyło 55 637 mieszkańców.